# Graduale simplex

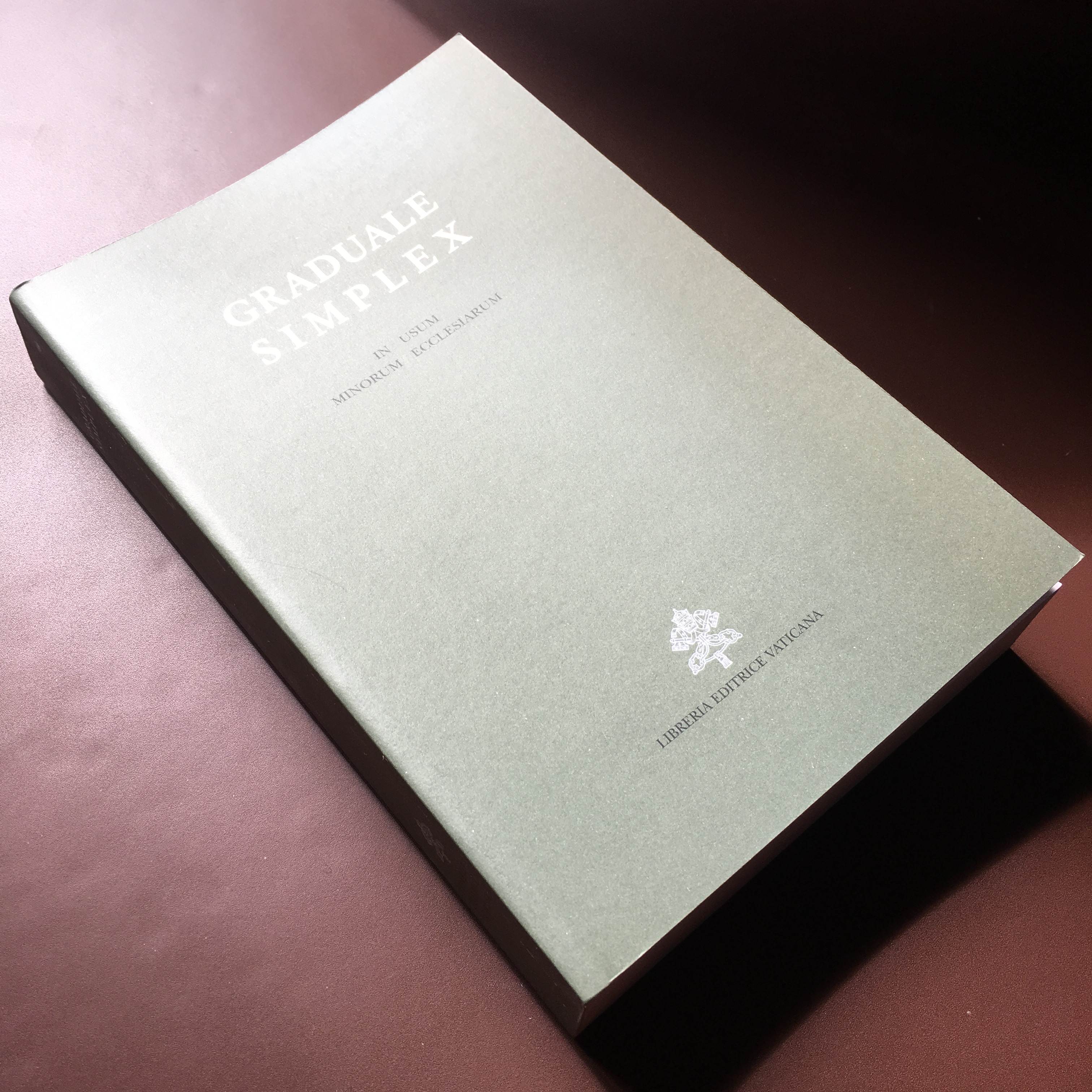
Graduale simplex

Le Graduale simplex est un graduel en latin et en grégorien, publié par le Vatican en 1967 et à la suite du concile Vatican II, de sorte que l'usage du chant grégorien puisse s'adapter aux paroisses et églises de petite taille ou à celles qui manquent de chœurs expérimentés.
Son titre complet est le Graduale simplex in usum minorum ecclesiarum (graduel simple à l'usage des petites églises).

## Constitution sur la liturgie
La publication de la première édition du Graduale simplex fut effectuée en 1967, en tant que remaniement du livre de chant en grégorien afin de satisfaire la Constitution Sacrosanctum Concilium du 4 décembre 1963, à la suite du concile Vatican II.  

« On achèvera l'édition typique des livres de chant grégorien ; bien plus, on procurera une édition plus critique des livres déjà édités postérieurement à la restauration de saint Pie X.
Il convient aussi que l'on procure une édition contenant des mélodies plus simples à l'usage des petites églises. »

— Constitution sur la sainte liturgie, article n° 117 L'édition des livres de chant grégorien (1963)

## Histoire et caractéristiques des éditions

### Première édition
Il est vrai qu'après le concile Vatican II, la liturgie en langue vulgaire fut rapidement adoptée auprès des paroisses. Nonobstant, depuis 1908, le graduel en grégorien de l'Édition Vaticane était si longtemps officiel. De plus, le chant grégorien demeure toujours le chant propre de la liturgie romaine et doit occuper la première place, d'après l'article n° 116 de la constitution. Aussi le remaniement du celui-ci était-il urgent afin d'adapter aux vœux du concile. Le Kyriali simplici parut d'abord en 1964. Ensuite, le Graduali simplici ou Graduale simplex fut autorisé par deux cardinaux et un secrétaire le 3 septembre 1967,. 
Si le pape Paul VI avait créé le 22 novembre 1963 la Consociatio internationalis musicæ sacræ, associée à l'Institut pontifical de musique sacrée, la rédaction du Graduale simplex ne fut pas confiée à cette association dont le président Johannes Overath, futur directeur de l'institut, ainsi que le président honoraire Mgr Higinio Anglés, directeur de l'institut,, étaient exactement des spécialistes du chant grégorien. C'était le Groupe 25 qui fut chargé de remanier le graduel,, sous influence de Mgr Annibale Bugnini. 
À cette époque-là, l'Institut pontifical de musique sacrée était en train de devenir le deuxième centre des études du chant grégorien, après l'abbaye Saint-Pierre de Solesmes, grâce à Mgr Anglès qui avait lancé le projet de l'édition critique du graduel en 1948 ainsi qu'à Dom Eugène Cardine de Solesmes, professeur du chant grégorien depuis 1952 et fondateur de la sémiologie grégorienne. Cependant le Vatican II vint de rompre le projet de l'édition critique. 
Il est probable que le choix du concile était une rédaction pratique ou politique, au lieu de l'édition scientifique, car le Saint-Siège nomma Luigi Agustoni secrétaire du groupe 25. Cet ancien élève de l'institut pontifical était l'un de principaux membres du groupe Universa Laus que Mgr Bugnini appréciait et qui soutenait vigoureusement la réforme liturgique depuis le début du concile, en publiant Le Chant liturgique après Vatican II en 1965.   
La rédaction par ce groupe provoqua un conflit considérable. Contrairement au kyriale, le graduel romain se caractérise et se distingue de ses richesse et variété des propres selon du calendrier de l'année liturgique. D'une part, le Groupe 25 ne choisit que quelques simples propres qui seront donc toujours répétés. Par conséquent, le texte du Graduale simplex ne s'accorde pas à d'autres livres liturgiques, tel le missel. D'autre part, afin de justifier cette sélection, le fondateur de l' Universa Laus Joseph Gelineau écrivit qu'auparavant les versets des psaumes avaient été chantés par les fidèles et que les propres grégoriens devinrent les répertoires de la schola, à la suite de la diminution des versets du psautier et de la progression de propres qui étaient difficiles de chanter aux fidèles,. Cette théorie, le remplacement des fidèles par la schola, était surtout insupportable pour les membres de la Consociatio internationalis. Mgr Anglès et Mgr Overath commencèrent à exprimer leur opposition. Notamment, en accentuant la nécessité de la connaissance scientifique et artistique, le président Overath présenta correctement que les fidèles ne chantaient que les répons simples dans les premiers siècles, faute de livre de chant et sans connaitre l'écriture. Les deux groupes, la Consociatio qui était prudente ainsi que singulièrement officielle et l'Universa Laus pour la réforme mais non officielle, furent irrémédiablement séparés.        
Selon le livre de Mgr Bugnini La réforme de la liturgie 1948 - 1975, le concile tenta d'éviter des critiques, en soulignant ses trois points de vue :
1. Le nouveau livre de chant ne remplacera aucun livre existant, mais il s'agira d'un livre supplémentaire.
2. Dans ce livre, aucune nouvelle mélodie ne sera adoptée. Au contraire, toutes les mélodies se trouveront dans les livres du chant actuels.
3. (Pour les églises de petite taille,) il faudra des textes simples adaptés à toute la saison, au lieu des textes variés, en modifiant les textes actuels de la messe.

Il est nonobstant évident qu'il restait une hésitation lors de la publication. N'ayant pas satisfait tous ceux qui concernaient, l'autorité décida finalement une publication moins officielle. Aussi le livre de chant fut-il sorti par la Congrégation des rites mais sans mention de l'expression Editio typica (en), afin que l'on puisse le modifier en cas de nécessité,,,.
Par ailleurs, des documents suggèrent que l'abbaye de Solesmes collabora avec ce projet,. Cependant, il faut établir comment elle ait pu soutenir le Groupe 25 opposant à l'institut pontifical lié depuis longtemps à Solesmes.

### Texte officiel en anglais
En 1968, la Commission internationale sur la liturgie en anglais (ICEL) sortit The simple gradual. Cela était le premier texte officiel en anglais du chant grégorien auprès de l'Église romaine, de sorte que les fidèles parlant l'anglais puissent profiter facilement du Graduale simplex. La publication fut exécutée aux États-Unis et il s'agissait seulement du texte bilingue latin-anglais afin d'associer au Graduale simplex, donc sans notation.
Le livre ne connut pas de succès, malgré la réimpression de l'année suivante. Ainsi, les paroissiens préféraient les chants traditionnels en anglais au chant grégorien. Toutefois, l'une de causes de confusion était l'incohérence entre la mélodie et le texte anglais, qui peut être effectivement expliquée de nos jours par la sémiologie, plus précisément une particularité du chant grégorien, sa latinité (voir Chant grégorien § Latinité dans le chant grégorien). Aujourd'hui, The simple gradual ne se trouve que dans les archives.

### Deuxième édition

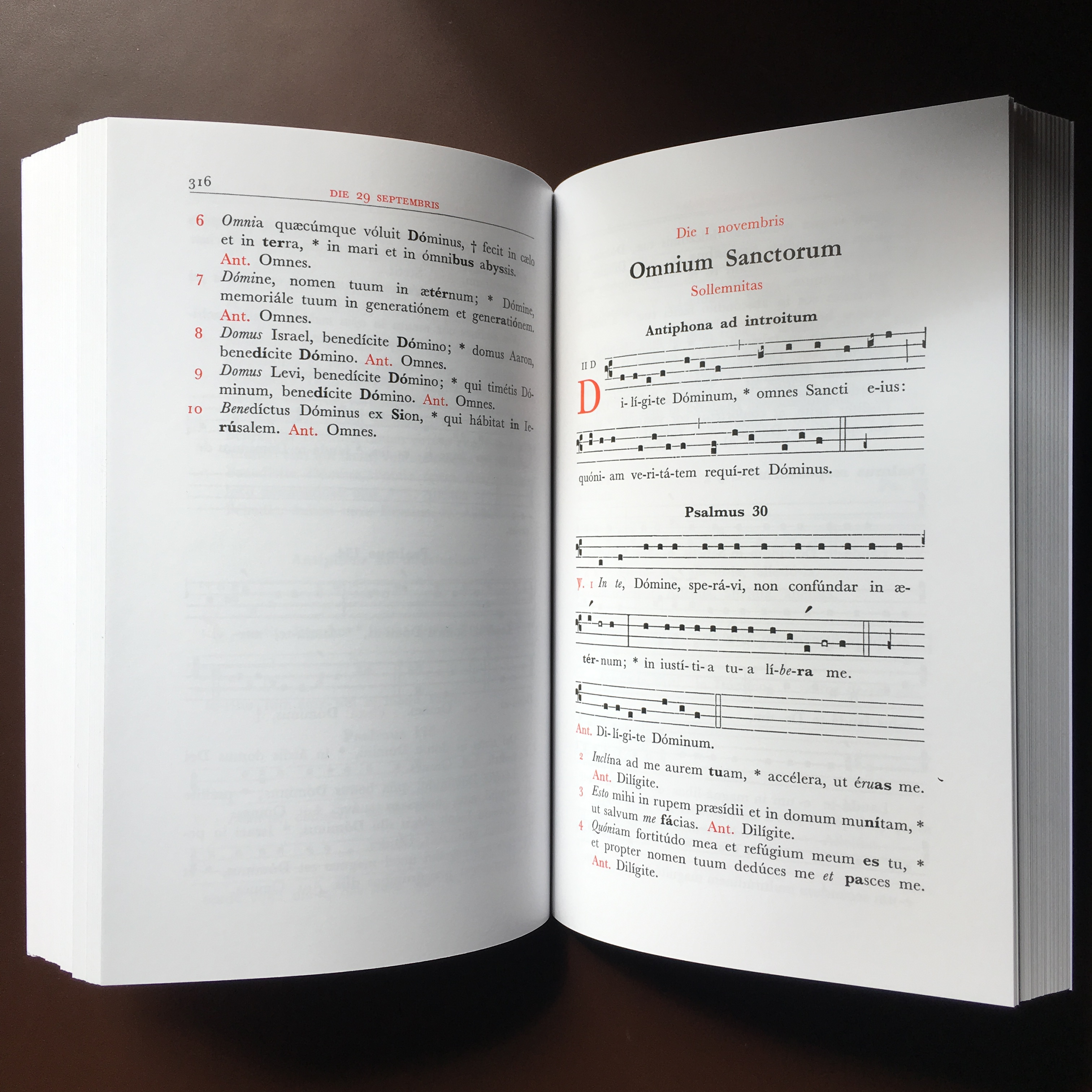
Solennité de la Toussaint, dans le Graduale simplex

Sept ans après la première publication du Graduale simplex, celui-ci fut finalement remanié et amélioré. Il s'agissait de la version définitive. Son décret fut dénoncé le 22 novembre 1974, fête de sainte Cécile, patronne de la musique. La publication fut exécutée, cette fois-ci, auprès de Libreria editrice Vaticana l'année suivante.
Parmi plusieurs améliorations, au regard des plus grosses difficultés de la première version, les propres et la cohérence avec le calendrier de l'année liturgique, la tradition fut partiellement rétablie. Notamment, des propres supplémentaires furent adoptés. De plus, la deuxième édition est adaptée aux textes de nouvelle bible en latin, dite néo-Vulgate révisée après le concile,.
En outre, le partage des rôles entre les fidèles et la schola fut, dans certains cas, restauré, à savoir, quelques psaumes et antiphonaires sont attribués à la schola et les fidèles chantent ses répons. Par exemple, pour le dimanche des Rameaux,

« Antiphonaire (schola) : Hosanna in excelsis : benedictus qui venit in nomine Domini. »

« Répons (tous) : Hosanna in excelsis. »

En faveur de l'usage plus agréable, le Graduale simplex intégra dorénavant le Kyriale simplex. De même, l'édition contient, en tant qu'appendice, quelques chants célèbres tels les hymnes Te Deum, Veni Creator, Te decet laus.

## Liste de publication
- Graduale simplex in usum minorum ecclesiarum, 1re édition, Vatican 1967[2]
  - décret (3 septembre 1967) : cardinal Arcadio Larraona en tant que préfet de la Congrégation des rites, cardinal Giacomo Lercaro en qualité d'un des quatre présidents du concile et Ferdinando Giuseppe Antonelli, secrétaire de la Congrégation des rites[2]
  - en tant qu'editio typica altera de la Congrégation des rites (publication non définitive)

(réimpression 1968)
- The simple gradual : an English translation of the antiphons and responsories of the Graduale simplex for use in English-speaking countries / prepared by International Committee on English in the Liturgy, Inc., Toronto, Canada (texte bilingue latin-anglais sans notation), I.C.E.L. Secretariat, Washington D.C. 1968, 77 p[12].

(réimpression 1969)
- The simple gradual for Sundays and Holy Days : Melodie Edition for Congregational Singing, Geoffroy Chapman, Londres 1969, 47 p[4],[13].
  - auteur : John R. Ainslie
- Graduale simplex in usum minorum ecclesiarum, 2e édition, Libreria editrice Vaticana, Vatican 1975,  (ISBN 978-88-209-1603-9) 515 p.
  - décret (22 novembre 1974) : cardinal James Robert Knox en qualité de préfet de la Congrégation pour le culte divin et la discipline des sacrements et Annibale Bugnini, secrétaire de celle-ci[gs 1]
  - auprès de Libreria editrice Vaticana (édition définitive)

(réimpression 1988, 1999, 2007, 2017)

## Postérité
Après la publication du Graduale simplex, l'abbaye Saint-Pierre de Solesmes sortit ses trois tomes du Graduale romanum comitante organo entre 1984 et 1986, en faveur de la célébration auprès des églises de petite taille, en profitant de l'orgue.
- Graduale romanum comitante organo :

1. tome I, Abbaye Saint-Pierre, Solesmes 1984,  (ISBN 978-2-85274-083-9) 169 p.
2. tome II, Abbaye Saint-Pierre, Solesmes 1985,  (ISBN 978-2-85274-097-6) 190 p.
3. tome III, Abbaye Saint-Pierre, Solesmes 1986,  (ISBN 978-2-85274-104-1) 259 p.

Par ailleurs, avant le concile, les études du chant grégorien concentraient sur la restauration de la version authentique. Désormais, comme la période entre les XVIIe et XIXe siècles, le Graduale simplex ouvrit la porte pour les « diversité et adaptation », selon Mgr Frederick R. McManus (en), président de la conférence du concile ainsi que membre de la traduction auprès de l'I.C.E.L.